# Copa Pelé 1995
La III Copa Mundial de Másters (también conocida como Copa Pelé 1995) fue la sexta y última edición de la Copa Mundial de Másters. Esta edición se realizó en Austria. Los equipos que participaron fueron Alemania, Argentina, Austria, Brasil, Francia, Italia, Países Bajos y Portugal (ocho selecciones en total). Las bases del torneo consistían en dividir a los ocho equipos participantes en dos grupos (A y B) de cuatro equipos cada uno, tanto el primero y el segundo de cada grupo clasificaba a la semifinal; el primero del Grupo A jugaba con el segundo del Grupo B y el primero del Grupo B jugaba con el segundo del Grupo A. Los ganadores de la semifinal accedían directamente a la final y debían jugar un partido extra para definir al campeón, mientras que los perdedores de la semifinal debían enfrentarse en un partido extra para definir el tercer lugar. Sin embargo solamente la final se llevaría a cabo entre Brasil y Argentina que terminaría 1 a 1 y los llevaría a la definición por penales y el marcador terminaría 3 a 2 a favor de la selección brasileña siendo la primera vez que una edición de la Copa Pelé se definía por penales, mientras que el partido por el tercer y cuarto puesto entre que era entre Italia y Alemania no se jugaría debido a que el terreno de juego no pasó por la revisión inicial de los árbitros y los intentos para reorganizarlo no tuvieron éxito, y por tal motivo ambas selecciones compartieron dicho lugar.
Todos los partidos del Grupo A se jugaron en la ciudad de Klagenfurt; mientras que los partidos del Grupo B, las semifinales, el tercer lugar y la final se jugaron en la ciudad de Kapfenberg.
Se otorgaban 3 puntos por partidos ganados, 1 punto por partidos empatados y 0 puntos por partidos perdidos.

## Resultados fase de grupos

### Grupo A
| Fecha               | Local   | Resultado | Visitante    | Ciudad     |
| ------------------- | ------- | --------- | ------------ | ---------- |
| 23 de junio de 1995 | Italia  | 2 - 2     | Países Bajos | Klagenfurt |
| 23 de junio de 1995 | Austria | 1 - 1     | Brasil       | Klagenfurt |
| 25 de junio de 1995 | Brasil  | 1 - 2     | Italia       | Klagenfurt |
| 25 de junio de 1995 | Austria | 1 - 1     | Países Bajos | Klagenfurt |
| 27 de junio de 1995 | Brasil  | 3 - 1     | Países Bajos | Klagenfurt |
| 27 de junio de 1995 | Austria | 0 - 0     | Italia       | Klagenfurt |

#### Tabla de posiciones Grupo A
| Equipo       | Pts | PJ | PG | PE | PP | GF | GC | Dif |
| ------------ | --- | -- | -- | -- | -- | -- | -- | --- |
| Italia       | 5   | 3  | 1  | 2  | 0  | 4  | 3  | +1  |
| Brasil       | 4   | 3  | 1  | 1  | 1  | 5  | 4  | +1  |
| Austria      | 3   | 3  | 0  | 3  | 0  | 3  | 3  | 0   |
| Países Bajos | 2   | 3  | 0  | 2  | 1  | 4  | 6  | –2  |

### Grupo B
| Fecha               | Local     | Resultado | Visitante | Ciudad     |
| ------------------- | --------- | --------- | --------- | ---------- |
| 23 de junio de 1995 | Alemania  | 1 - 0     | Portugal  | Kapfenberg |
| 23 de junio de 1995 | Argentina | 0 - 0     | Francia   | Kapfenberg |
| 25 de junio de 1995 | Alemania  | 0 - 3     | Argentina | Kapfenberg |
| 25 de junio de 1995 | Francia   | 4 - 1     | Portugal  | Kapfenberg |
| 27 de junio de 1995 | Argentina | 0 - 0     | Portugal  | Kapfenberg |
| 27 de junio de 1995 | Alemania  | 4 - 3     | Francia   | Kapfenberg |

#### Tabla de posiciones Grupo B
| Equipo    | Pts | PJ | PG | PE | PP | GF | GC | Dif |
| --------- | --- | -- | -- | -- | -- | -- | -- | --- |
| Alemania  | 6   | 3  | 2  | 0  | 1  | 5  | 6  | –1  |
| Argentina | 5   | 3  | 1  | 2  | 0  | 3  | 0  | +3  |
| Francia   | 4   | 3  | 1  | 1  | 1  | 7  | 5  | +2  |
| Portugal  | 1   | 3  | 0  | 1  | 2  | 1  | 5  | –4  |

## Semifinales
Al finalizar la fase de grupos, los cuatro equipos clasificados a la semifinal debían enfrentarse de la siguiente forma: el primero del Grupo A contra el segundo del Grupo B, y el primero del Grupo B contra el segundo del Grupo A. En caso de empate se definiría por penales.
| Fecha               | Local     | Resultado     | Visitante | Ciudad     |
| ------------------- | --------- | ------------- | --------- | ---------- |
| 29 de junio de 1995 | Alemania  | 0 - 3         | Brasil    | Kapfenberg |
| 29 de junio de 1995 | Argentina | 1 (5) - 1 (3) | Italia    | Kapfenberg |

## Tercer lugar
El partido por el tercer lugar entre Alemania e Italia quienes habían perdido sus partidos de las semifinales no se pudo realizar porque el terreno de juego no pasó la revisión inicial por parte de los árbitros, y los intentos para reorganizarlo no tuvieron éxito, y por tal motivo ambas selecciones compartieron el tercer lugar.
| Fecha              | Local    | Resultado  | Visitante | Ciudad     |
| ------------------ | -------- | ---------- | --------- | ---------- |
| 1 de julio de 1995 | Alemania | No se jugó | Italia    | Kapfenberg |

## Final
Brasil y Argentina pasaron a la final al haber ganado cada uno sus respectivos partidos en la semifinal y jugarían un partido extra para definir al campeón, en caso de empate el campeón sladría mediante la definición por penales, cosa que al final ocurrió.
| Fecha              | Local     | Resultado     | Visitante | Ciudad     |
| ------------------ | --------- | ------------- | --------- | ---------- |
| 2 de julio de 1995 | Argentina | 1 (2) - 1 (3) | Brasil    | Kapfenberg |

## Campeón
Campeón
Brasil
4.º título